# 曼徹斯特 (印第安納州)
曼徹斯特（英語：Manchester）是位於美國印地安納州迪爾伯恩縣的一個非建制地區。該地的面積和人口皆未知。

## 地理
曼徹斯特的座標為39°09′06″N 85°00′44″W / 39.15167°N 85.01222°W，而該地的平均海拔高度為280米（即919英尺）。